# 梶野家
梶野家（かじのけ）は、桓武平氏高棟王流石井家庶流の華族の男爵家。いわゆる「奈良華族」の一つ。

## 歴史
権大納言石井行弘次男梶野行篤を祖とする。行篤ははじめ奈良興福寺に入れられ無量寿院の住職になっていたが、明治元年（1868年）に勅命により復飾し、明治2年（1869年）に堂上格を与えられて一家を起こし梶野を家号とした。明治9年（1876年）に華族に列し、明治17年（1884年）7月7日の華族令施行で華族が五爵制になると、翌8日に男爵に叙された。
息子の行和が男爵位を継承し、その跡は華園男爵家出身の梶野行康が養子に入って3代男爵を継承。行康は昭和前期に満洲国の鞍山神社の宮司を務めていたため、満州国鞍山市大宮通鎮守山に住居があった。